# Катастрофа DC-9 в Порт-Харкорте
Катастрофа DC-9 в Порт-Харкорте — крупная авиационная катастрофа, произошедшая в субботу 10 декабря 2005 года. Авиалайнер McDonnell Douglas DC-9-32 авиакомпании Sosoliso Airlines выполнял регулярный внутренний рейс SO1145 по маршруту Абуджа—Порт-Харкорт, но при заходе на посадку врезался в открытый дренажный трубопровод и разрушился. Из находившихся на его борту 110 человек (103 пассажира и 7 членов экипажа) выжили 2.
Катастрофа рейса 1145 стала второй крупнейшей авиакатастрофой в Нигерии за прошедшие 1,5 месяца (после катастрофы Boeing 737 в Лагосе, 117 погибших).

## Самолёт
McDonnell Douglas DC-9-32 (регистрационный номер 5N-BFD, заводской 47562, серийный 685) был выпущен в 1972 году (первый полёт совершил 20 декабря под тестовым б/н N1345U). 12 февраля 1973 года был передан авиакомпании JAT, в которой получил бортовой номер YU-AJH; от неё сдавался в лизинг авиакомпаниям Tuninter (с января по апрель 1998 года) и Bellview Airlines (с апреля 2001 года по январь 2003 года). В январе 2003 года был взят в лизинг авиакомпанией Sosoliso Airlines, в которой получил имя Rose of Enugu; в августе 2004 года был перерегистрирован и его бортовой номер сменился на 5N-BFD. Оснащён двумя турбореактивными двигателями Pratt & Whitney JT8D-9A. На день катастрофы совершил 60 238 циклов «взлёт-посадка» и налетал 51 051 час.

## Экипаж и пассажиры
Состав экипажа рейса SO1145 был таким:
- Командир воздушного судна (КВС) — 48-летний Бенджамин Адекунле Адебайо (англ. Benjamin Adekunle Adebayo), нигериец. Очень опытный пилот, управлял самолётами BAC 1-11, Fokker F27 и McDonnell Douglas MD-80. Налетал свыше 10 050 часов, свыше 1900 из них на McDonnell Douglas DC-9.
- Второй пилот — 33-летний Джеральд Якубу Андан (англ. Gerald Yakubu Andan), ганец. Опытный пилот, управлял самолётами PA-28 и PA-32. Налетал свыше 920 часов, свыше 670 из них на McDonnell Douglas DC-9.

В салоне самолёта работали четверо бортпроводников:
- Джойс Эгбекобар (англ. Joyce Egbekobar) — старший бортпроводник,
- София Ироегбу (англ. Sophia Iroegbu),
- Амайкву Эмека (англ. Amaikwu Emeka),
- Тереза Дайк (англ. Theresa Dike).

Также в составе экипажа был наземный инженер Аким Одебунми (англ. Akeem Odebunmi).
Среди пассажиров находились 60 учеников средней школы из иезуитского колледжа Лойола в регионе Федеральной столичной территории Нигерии.

## Катастрофа
Рейс SO1145 вылетел из Абуджи в 13:25 (UTC+1), на его борту находились 7 членов экипажа и 103 пассажира; изначально самолёт должен был вылететь в 10:00, но вылет был задержан.
В 13:50, когда лайнер находился примерно в 144 километрах от аэропорта Порт-Харкорта, пилоты связались с авиадиспетчером и получили разрешение снизиться до эшелона FL160 (4900 метров) и далее выполнять заход на посадку. Самолёт продолжал заход, когда в 14:00 экипаж запросил погодные условия в аэропорту Порт-Харкорта с уточнением о дожде; диспетчер сообщил об отсутствии осадков и рассеянных кучево-дождевых облаках. В 14:04 диспетчер сообщил, что в аэропорту дождь и дал указание садиться на взлётную полосу №21, при этом предупредив пилотов, что полоса может быть слегка влажной.
В 14:08 (UTC+1), находясь ниже высоты принятия решения, рейс SO1145 врезался хвостовой частью в травянистую полосу между ВПП №21 и рулёжной дорожкой. Прочертив хвостовой частью по земле 60 метров, двигатель №2 (правый) врезался в наружный дренажный трубопровод; после удара двигатель №2 был срезан и следом полностью оторвалась хвостовая часть. Проскользив по земле 790 метров, лайнер полностью разрушился и сгорел (носовая часть с кабиной пилотов находилась в 330 метрах от остальных обломков на рулёжной дорожке).
Изначально в катастрофе погибли 103 человека — все 7 членов экипажа и 96 пассажиров. 7 выживших пассажиров были доставлены в больницы, но 5 из них умерли от полученных ранений и число погибших увеличилось до 108.
Катастрофа рейса 1145 Sosoliso Airlines стала второй авиакатастрофой в Нигерии менее чем за 1,5 месяца (после катастрофы рейса 210 Bellview Airlines, который разбился 22 октября 2005 года по неустановленной причине; погибли все находившиеся на его борту 117 человек). Это была первая и единственная авиакатастрофа в истории авиакомпании Sosoliso Airlines.

## Расследование
Расследование причин катастрофы рейса SO1145 проводило нигерийское Бюро по расследованию авиационных происшествий (AIB).

### Показания очевидца
Следователи нашли и допросили единственного очевидца катастрофы — сотрудника службы безопасности Нигерийского агентства по управлению воздушным пространством (NAMA), находившегося примерно в 1 километре от взлётной полосы №21. Он заявил, что в аэропорту было тёмное небо (из-за кучево-дождевых облаков) и небольшие осадки. Он заявил, что самолёт при посадке был неустойчивым, а огни приближения на ВПП не горели (сообщалось, что огни приближения были отключены из-за нехватки дизельного топлива, от которого работают генераторы, обеспечивающие питание габаритных огней аэропорта). Через несколько секунд он услышал громкий хлопок, сопровождавшийся огнём и густым дымом.
Другой очевидец, пилот другого самолёта той же Sosoliso Airlines, летевшего в Энугу, также сообщил о неблагоприятных погодных условиях в аэропорту. Пожарные также заявили, что из-за плохих погодных условий они были вынуждены переместить своё оборудование. Это означало, что пилоты рейса 1145 не были готовы выполнить уход на второй круг на высоте принятия решения, поскольку в это время самолёт находился ниже высоты принятия решения; впоследствии они начали процедуру ухода на второй круг, но выполнили её неправильно. Даже если они успешно восстановили управление самолётом после неблагоприятных погодных условий, связанных со сдвигом ветра, решения пилотов всё равно были ошибочными. 

### Погодные условия

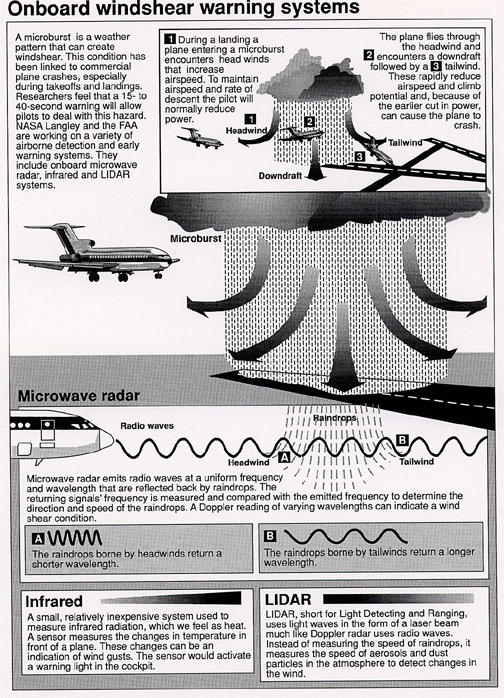
Данные о сдвиге ветра

Данные спутниковых снимков компании «Boeing Aircraft Company» (США) свидетельствовали о том, что в 13:00 UTC фронт морского бриза (возможно, усиленный оттоком) продвинулся вглубь суши в районе Порт-Харкорта. Теоретически его передний край границы мог включать резкое увеличение скорости ветра и значительный горизонтальный (или вертикальный) сдвиг ветра; дождь и гроза, вероятно, также были, поскольку воздух был тёплым и влажным.
Данные Нигерийского метеорологического агентства показали, что скорость и направление ветра резко изменились по мере приближения рейса 1145 к аэропорту. Погода быстро ухудшалась, видимость была ограниченной, а резкие изменения скорости и направления ветра создали все условия для сдвига ветра. 

### Данные бортовых самописцев
Оба бортовых самописца в результате катастрофы были повреждены. Параметрический самописец имел незначительные повреждения и был успешно расшифрован следователями (его данные были в виде файла), однако речевой самописец был катушечным; плёнка находилась под натяжением во время нормального рабочего полёта, но после катастрофы лента порвалась в нескольких местах, катушка начала свободно вращаться и это привело к выбросу дополнительной ленты в порванные зоны и записи на них оказались приглушёнными. Записи в итоге фильтровались несколько раз, пока звук не стал достаточно разборчивым. 
По данным параметрического самописца (FDR), до последнего захода на посадку полёт рейса 1145 проходил без отклонений. За 30 секунд до катастрофы лайнер снизился и выровнялся на высоте 62 метров (ниже высоты принятия решения — 93 метра), затем его скорость упала до 268 км/ч. Через несколько секунд скорость увеличилась до 279 км/ч,это указывало на то, что пилоты начали уход на второй круг, однако самолёт снизился значительно ниже 62 метров и взял курс влево. Когда скорость самолёта достигла 296 км/ч, запись параметрического самописца оборвалась. 
По данным речевого самописца (CVR), за 16 секунд до катастрофы КВС сказал об уходе на второй круг и убрал закрылки, затем прозвучал звуковой сигнал GPWS «TOO LOW GEAR!». Но пилотам было трудно увидеть ВПП и они решили выполнить уход на второй круг на высоте принятия решения (93 метра), не зная, что самолёт находится на высоте 62 метра. Закрылки были убраны и шасси было выпущено, но шасси было заблокировано. Затем снова прозвучал сигнал GPWS «TOO LOW GEAR!», а затем прозвучал сигнал об опасном сближении с землёй.

### Окончательный отчёт расследования
Окончательный отчёт расследования AIB был опубликован 20 июля 2006 года.
Согласно отчёту, причиной катастрофы стало ошибочное решение экипажа продолжать заход на посадку за пределами высоты принятия решения, не видя взлётно-посадочной полосы в поле зрения. Сопутствующим фактором были указаны неблагоприятные погодные условия. 

## Последствия катастрофы
Международная организация гражданской авиации (ICAO) издало предписание, что каждая семья жертв катастрофы имеет право только на 3 000 000 наира ($ 18 157) компенсации от авиакомпании Sosoliso Airlines. В январе 2009 года генеральный директор Управления гражданской авиации Нигерии (NCAA) Гарольд Демурен заявил, что семьям жертв катастрофы рейса 1145 будут выплачены компенсации, и что Sosoliso Airlines уже внесла $ 2 300 000 на счёт условного депонирования в качестве компенсации семьям погибших.